# Portada/article juny 20
{\displaystyle \int _{a}^{b}f(x)\,dx}
és igual a l'àrea de la regió del pla xy limitada entre la gràfica de f, l'eix x, i les línies verticals x = a i x = b, on es resten les àrees per davall de l'eix x.

## Integració
El concepte d'integració és un concepte fonamental de les matemàtiques avançades, especialment en els camps del càlcul infinitesimal i de l'anàlisi matemàtica. Donada una funció f(x) d'una variable real x i un interval [a,b] de la recta real, la integral
{\displaystyle \int _{a}^{b}f(x)\,dx}
és igual a l'àrea de la regió del pla xy limitada entre la gràfica de f, l'eix x, i les línies verticals x = a i x = b, on es resten les àrees per davall de l'eix x.
La paraula "integral" també es pot referir a la noció de funció primitiva, és a dir, una funció F, la derivada de la qual és la funció donada f. En aquest cas s'anomena integral indefinida, mentre que les integrals tractades en aquest article són les integrals definides. Alguns autors conserven una distinció entre primitives i integrals indefinides.